# Cantó de Luc de Diés
El cantó de Luc de Diés és un cantó francès del departament de la Droma, situat al districte de Diá. Té 17 municipis i el cap és Luc de Diés.

## Municipis
- Aucelon
- Barnave
- La Bâtie-des-Fonds
- Beaumont-en-Diois
- Baurièras
- Charens
- Val-Maravel
- Jonchères
- Lesches-en-Diois
- Luc de Diés
- Miscon
- Montlaur-en-Diois
- Pennes-le-Sec
- Poyols
- Les Prés
- Recoubeau-Jansac
- Vaudroma

| Data d'elecció                           | Identitat     | Partit           | Qualitat |
| ---------------------------------------- | ------------- | ---------------- | -------- |
| 1949-1955                                | M. Brun       | Divers droite    |          |
| 1955-1974                                | Louis Nal     | SFIO, després PS |          |
| 1974-1992                                | Henri Galland | PS               |          |
| 1992-2004                                | Charles Monge | Divers droite    |          |
| 2004-                                    | Bernard Buis  | Divers gauche    |          |
| les dades anteriors no són pas conegudes |               |                  |          |